# Conopophaga ardesiaca
El jejenero pizarroso (en Perú) (Conopophaga ardesiaca), también denominado toco toco gris, es una especie de ave paseriforme de la familia Conopophagidae perteneciente al género Conopophaga. Es nativa del centro oeste de Sudamérica.

## Distribución y hábitat
La subespecie saturata se distribuye al oriente de los Andes del sur de Perú al sur desde el sureste de Cuzco (en el valle de Marcapata); y la nominal desde el sureste de Perú (probablemente desde Puno) hacia el sur hasta el sur de Bolivia (Tarija).
Esta especie es considerada localmente bastante común en su hábitat natural: el sotobosque de bosques húmedos montanos, principalmente entre 800 y 1700 m de altitud.